# Nissan Teana
Nissan Teana (укр. Ніссан Тіана) — передньопривідний автомобіль бізнес-класу випускається з 2003 року дотепер. По суті є автомобілем Samsung SM5 2-го покоління, тому що через малу популярність марки Samsung в європейській частині було вирішено використовувати бренд Nissan входить до концерну Renault-Nissan. Попередня модель Nissan Maxima з лівим кермом і Nissan Cefiro з правим кермом.

## Перше покоління J31 (2003–2008)

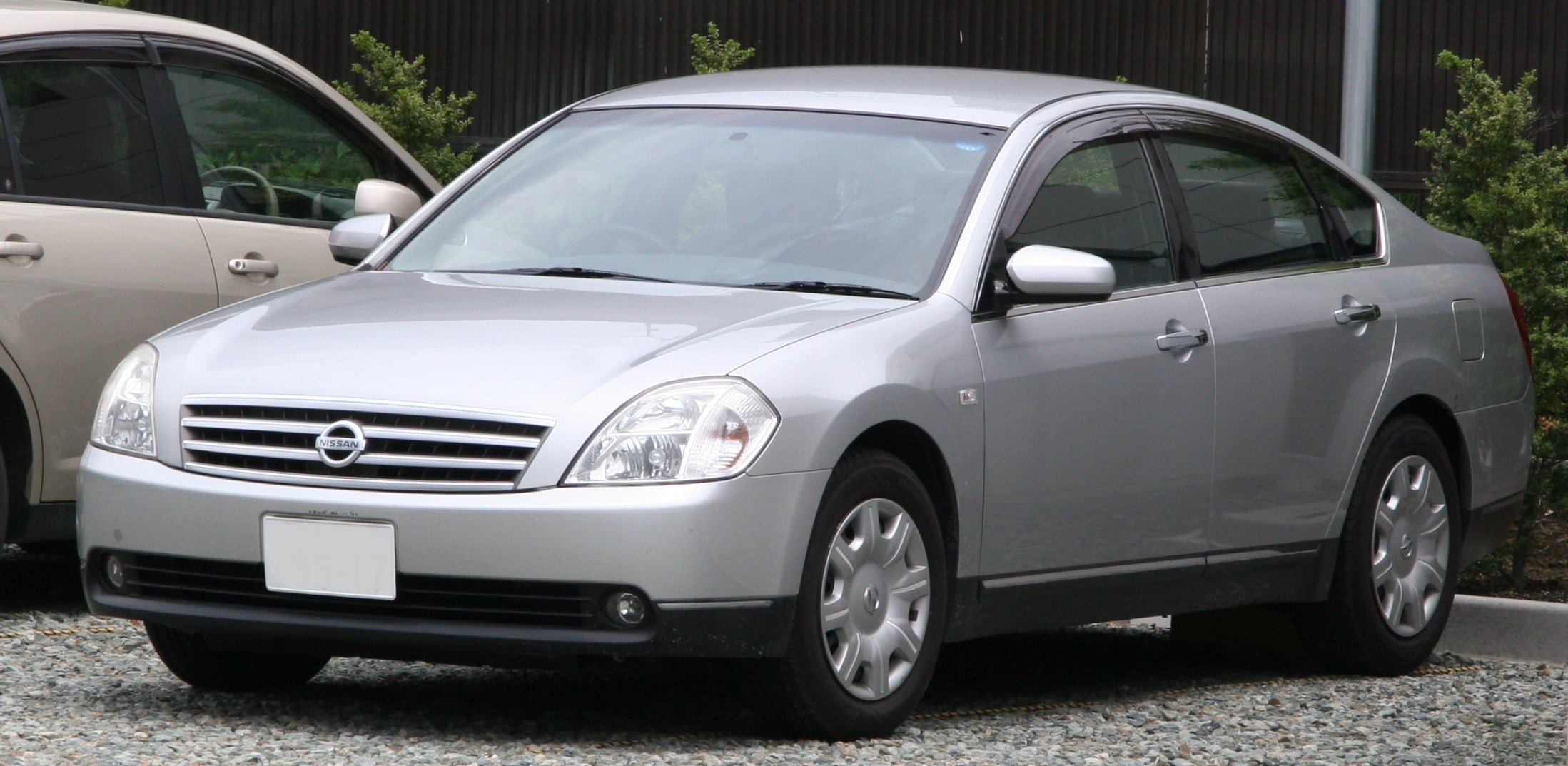
Nissan Teana I

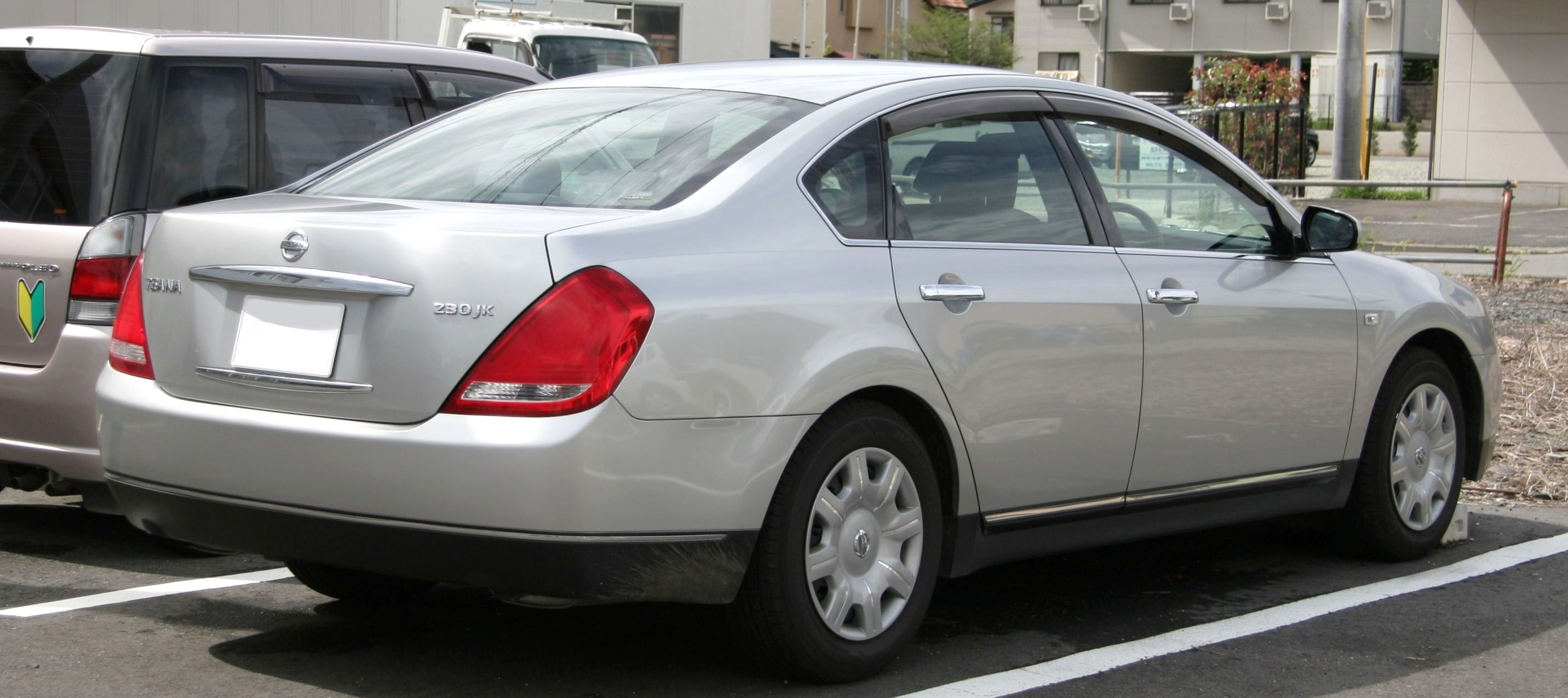
Nissan Teana I

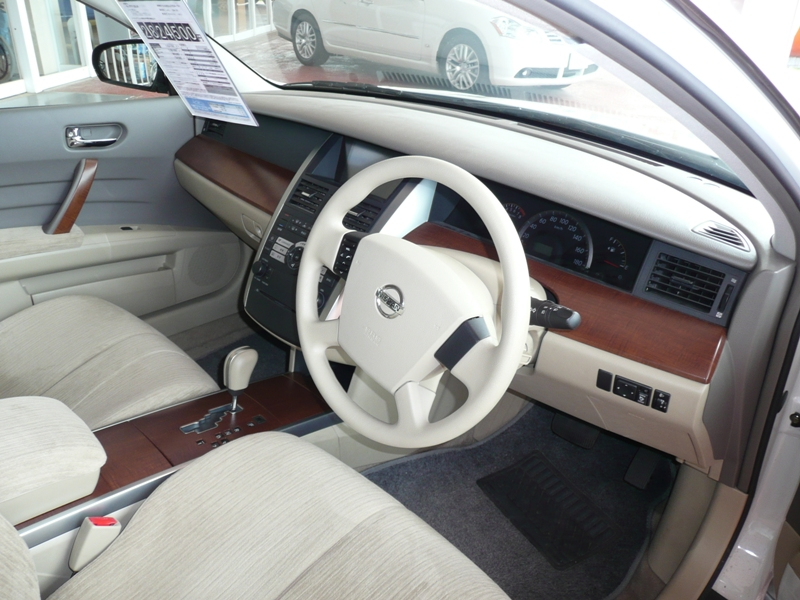
Nissan Teana I

Виробництво моделі почалося в 2003 р. На ринки Японії, Таїланду, Китаю, Росії, Індонезії, Малайзії і Філіппін представницький седан поставлявся як Nissan Teana. У Сінгапурі, Брунеї, державах Латинської Америки і Карибського басейну автомобіль відомий як Nissan Cefiro. У США і Канаду седан поставлявся під назвою Nissan Altima, в Австралію і Нову Зеландію — як Nissan Maxima. Автомобіль Ніссан Теана (збудований на глобальній платформі (FF-L platform) був офіційно представлений фотожурналістам 3 лютого 2003 року. Ніссан Теана змінив в японській лінійці відразу 2 автомобілі. Це Ніссан Цефіро і Ніссан Лаурель.
Автомобілі оснащувалися двигунами 1998 см³ (QR20DE), 2349 см³ (VQ23DE) або 3498 см³ (VQ35DE). Різні комплектації мали позначення 200JK, 230JK, 230JM і 350JM (цифри позначають об'єм двигуна, а букви — рівень комплектації). При наявності 3,5-літрового V-подібного 6-циліндрового двигуна Teana першого покоління оснащувалася варіатором Xtronic CVT-M6 з можливістю вибору попередньо встановлених передач вручну, у всіх інших випадках коробка передач являла собою 4-ступінчастий «автомат». Передня підвіска виконана на стійках Макферсона, задня багатоважільна.
В 2004 році почалося складання Ніссан Теана на заводі в Кореї. На внутрішньому корейському ринку Ніссан Теана продається під ім'ям Samsung SM5.
В 2005 році почалося складання Ніссан Теана на заводі в Таїланді. Машини Таїланду збоку поставляються на ринки Таїланду, Сінгапуру і Малайзії.
28 квітня 2005 року відбулося Мотор-Шоу в Сеулі (Південна Корея). На даному мотор-шоу показані дві моделі — «Samsung SM5» і Samsung SM7. Обидві моделі являли собою перелицьований Nissan Teana. При цьому Samsung SM5 зовні повністю копіював Nissan Teana для японського ринку (за винятком задньої оптики). А Samsung SM7 мав інші бампера, ґрати радіатора і т д. І зовні виглядав дорожче і солідніше, ніж Nissan Teana.
В лютому 2006 року в Японії стався рестайлінг моделі Ніссан Теана. Зміни чисто косметичні (кузовні штампи залишилися колишніми) Змінилися передні і задні бампера, ґрати радіатора, структура передньої і задньої оптики. Невеликі зміни і в салоні автомобіля. На зовнішні ринки (ринки країн Азії) продовжує поставлятися Ніссан Теана до рестайлінгу.

### Двигуни
- 2.0 л QR20DE I4
- 2.3 л VQ23DE V6
- 3.5 л VQ35DE V6

## Друге покоління J32 (2008–2013)

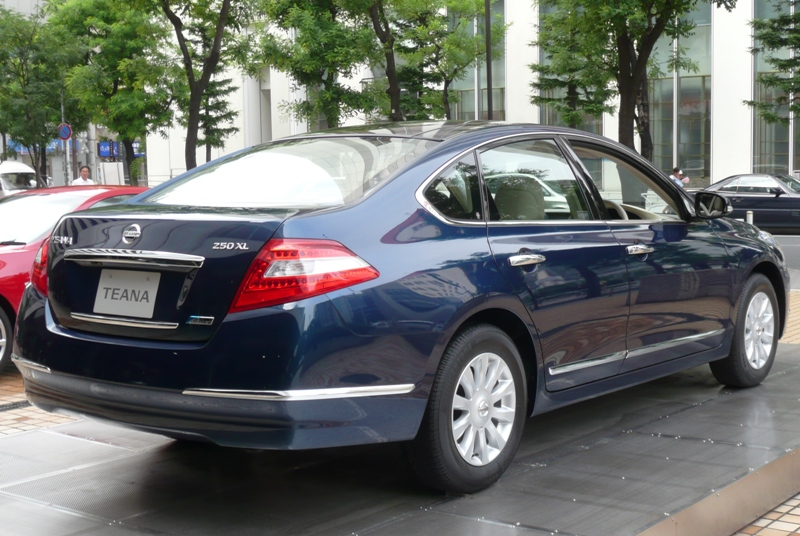
Nissan Teana II

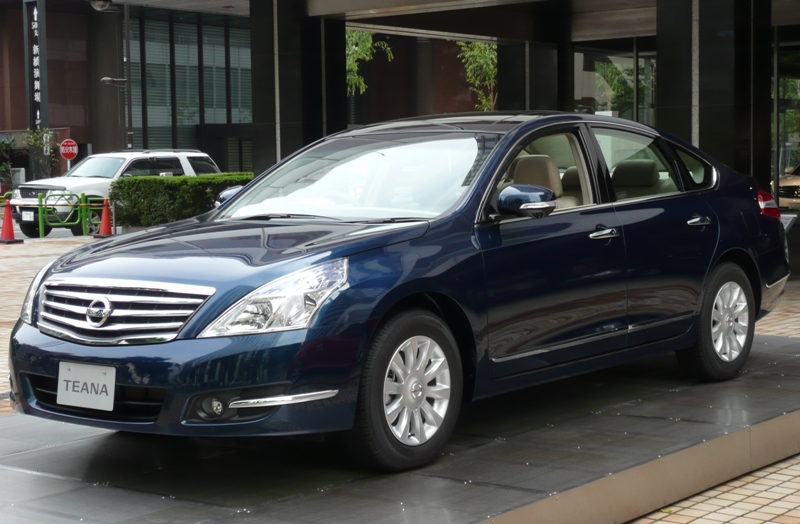
Nissan Teana II

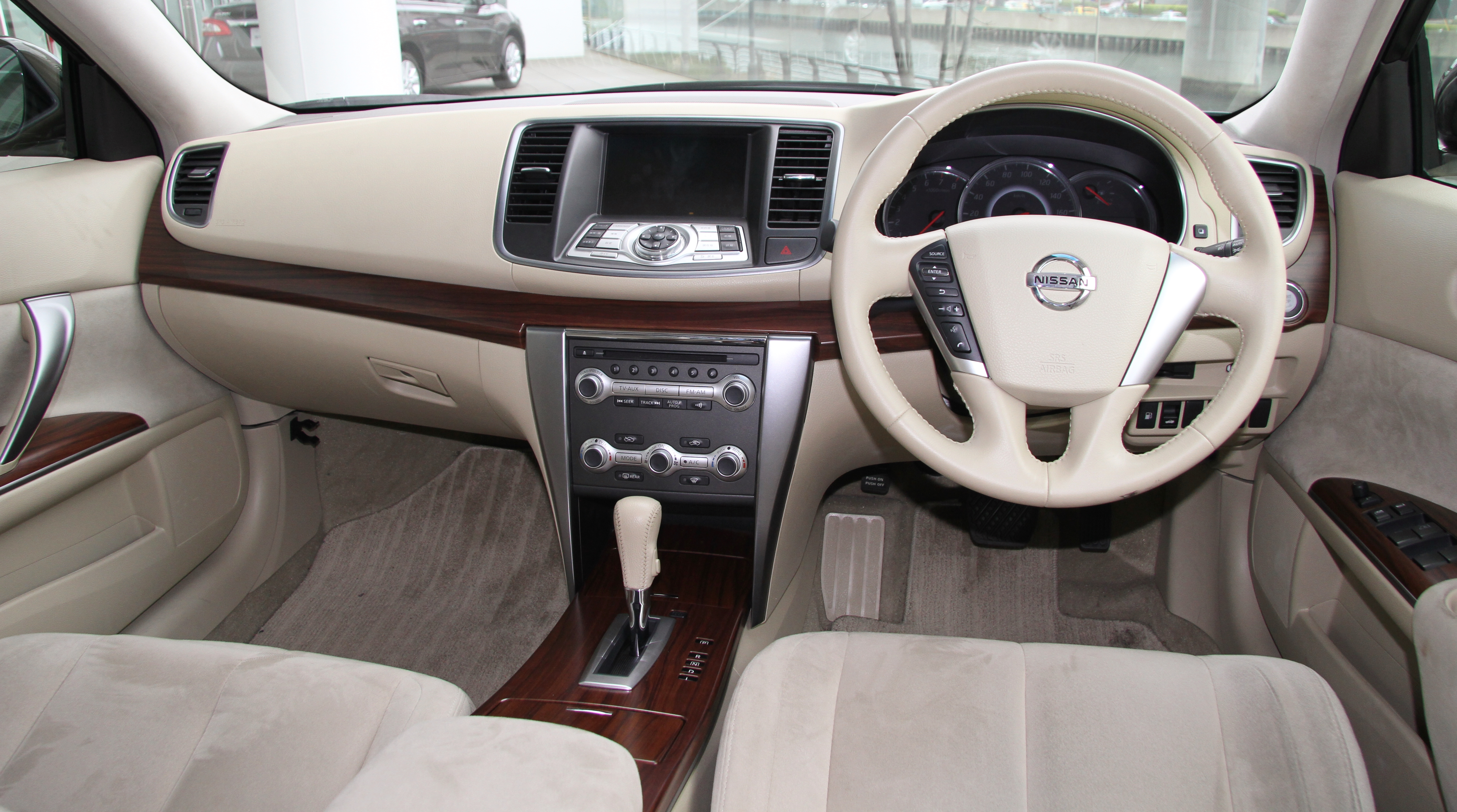
Nissan Teana II

Друге покоління автомобіля Nissan Teana було представлено в 2008 році на автосалоні в місті Пекін (Beijing Auto Show). Автомобіль побудований на D-платформі альянсу Renault-Nissan, на якій також базуються такі машини як Nissan Altima, Nissan Maxima і кросовер Nissan Murano другого покоління. Новий седан зовні набагато виразніший за попередника. Габаритні розміри істотно не змінилися - кузов став на 30 мм ширшим і на 5 мм довшим, а висота залишилася колишньою. Передня частина кузова змінилася до невпізнання. Форма фар головного світла чимось нагадує про купе 350Z. Велика решітка радіатора і могутній бампер з протитуманними фарами виглядають переконливо. Задня частина стала виглядати елегантніше і легше, в першу чергу завдяки відносно невеликим ліхтарям, забезпеченим світлодіодами.
Завдяки довгій колісній базі салон Teana дарує відчуття простору. Комфортний простір забезпечується за рахунок продуманої ергономіки і максимально плоского статі. У дизайні інтер'єру переважають хвилеподібні елементи. Центральна консоль з вбудованою аудіосистемою нахилена вперед, до пасажирів, і витримана в стилі домашньої high-end аудіоапаратури. Виконана з м'якого пластику передня панель розділена горизонтальною вставкою з дерева на дві частини. Тунель між водієм і переднім пасажиром також оброблений деревом. Звукоізоляції помітно покращилася.
Автомобілі оснащуються шестициліндровими V-подібними 3498 см³ (249 к.с.) і 2495 см³ (182 к.с.) і рядним чотирициліндровим 1997 см³ двигуном. У ролі трансмісії в всіх випадках виступає безступінчатий варіатор Xtronic-CVT, над яким ґрунтовно попрацювали, знизивши швидкість переходу з одного діапазону на інший на 30%.
У 2010 році дебютувала повнопривідна версія під назвою Teana Four з чотирициліндровим двигуном об'ємом 2,5 л, потужністю 167 к.с.

### Двигуни
- 2.0 л MR20DE I4
- 2.5 л QR25DE I4
- 2.5 л VQ25DE V6 182 к.с.
- 3.5 л VQ35DE V6 249 к.с.

## Третє покоління L33 (2013–2020)

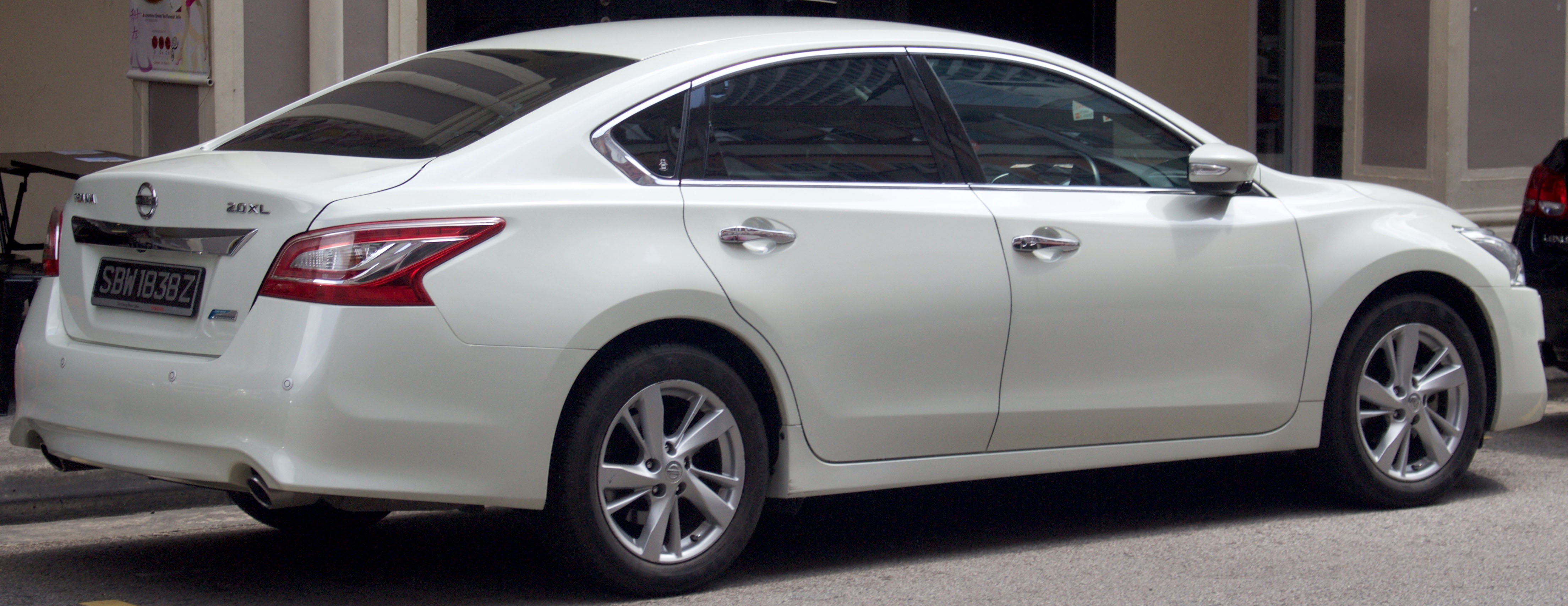
Nissan Teana III (2013-2016)

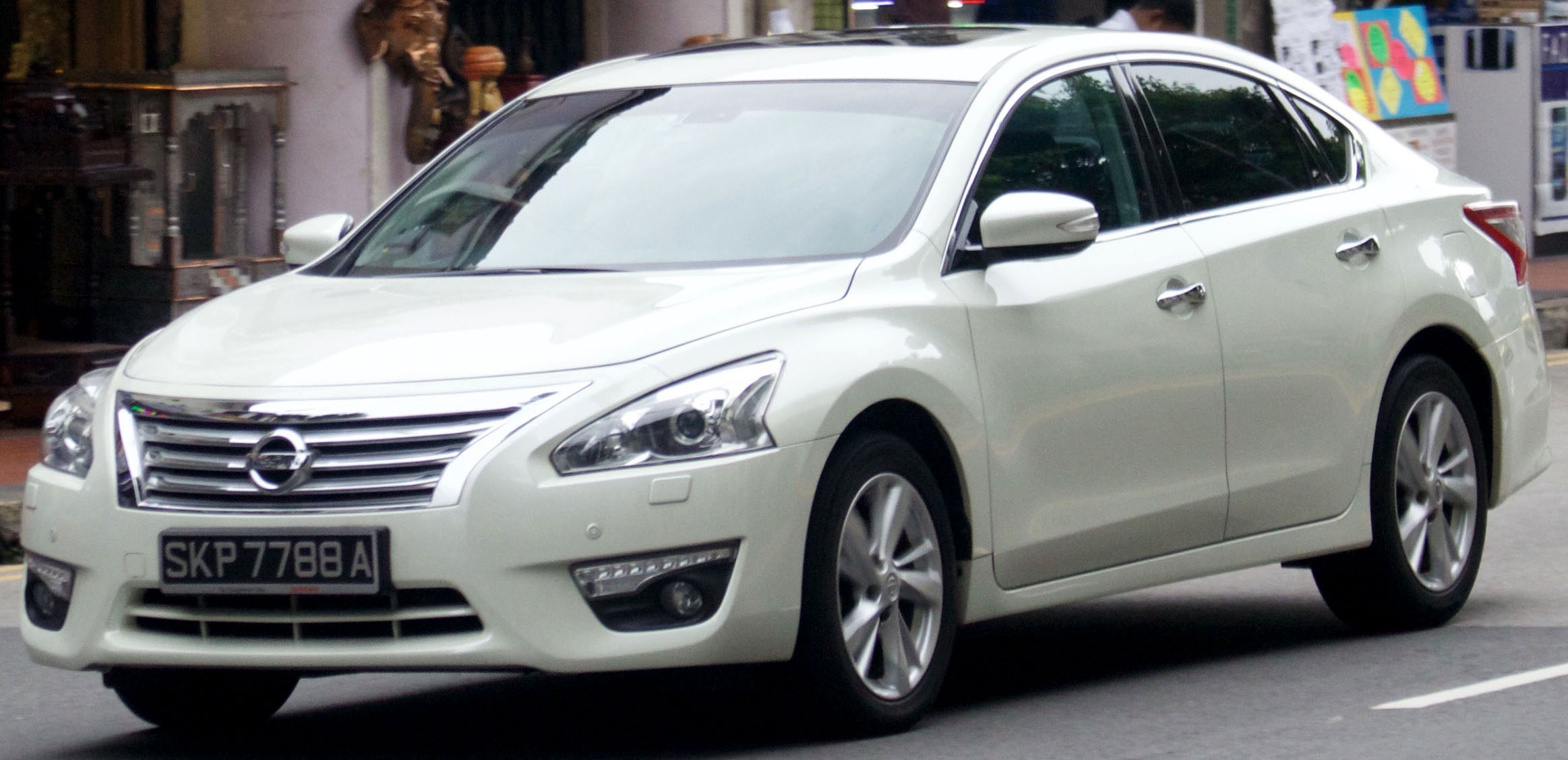
Nissan Teana III (2013-2016)

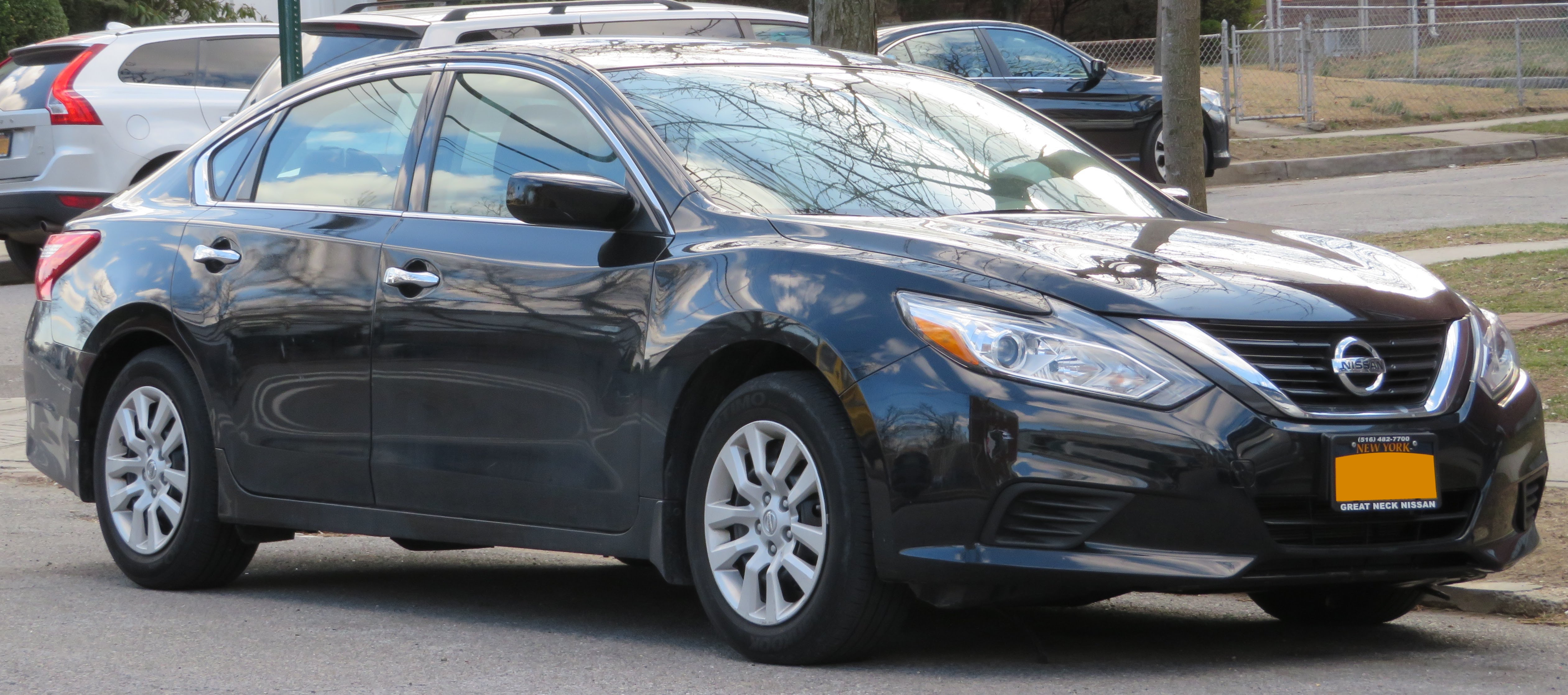
Nissan Teana III (з 2016)

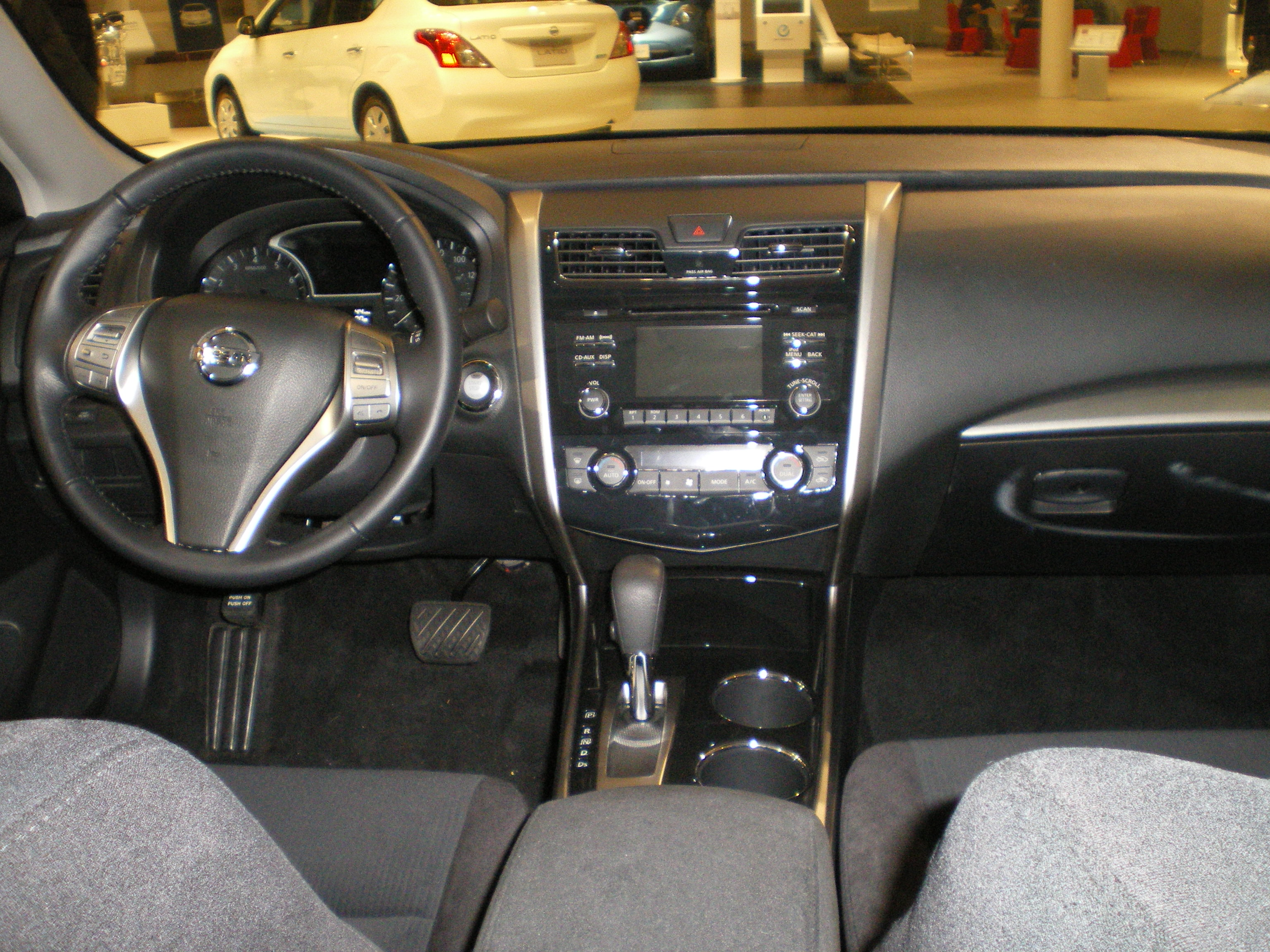
Nissan Teana III

Третє покоління автомобіля Nissan Teana було представлено в лютому 2013 року і являє собою версію американської Nissan Altima. В основу моделі лягла модернізована платформа від попередника з тими ж стійками McPherson спереду, але повністю новою підвіскою ззаду. У силовій структурі кузова з'явилася зв'язок верхніх опор передньої підвіски і додатковий підсилювач, вбудований в задню полку. Це дозволило збільшити жорсткість кузова і зробити реакції на управління більш точним. Електронними помічниками для гальмівної системи виступають Brake assis, EBD і ABC з дисковими механізмами. Nissan Teana пропонується з бензиновими моторами 2.5 і V6 3.5 в поєднанні з варіатором.
Виробник пропонує сім варіантів забарвлення кузова: чорний, синій, коричневий, бежевий, темно-сірий, сріблястий, білий перламутр.
Багажник седана вміщає близько 516 л багажу, а якщо додатково скласти спинки другого ряду сидінь, то вантажна місткість підвищиться на 100 відсотків.
На вибір пропонуються дві силові установки. Базовим є 2,5-літровий чотирициліндровий двигун, який видає 172 к.с. (234 Нм) проти 167 раніше. Як альтернатива доступний 249-сильний V6 об'ємом 3,5 л. Обидва поєднуються в парі з модернізованим варіатором, а привід тепер - тільки на передні колеса. Повнопривідних седанів більше не буде.
Оскільки моделі попереднього покоління зійшли з конвеєра ще три роки тому, у 2016 році компанія Nissan вирішила представити оновлений продукт. Хоча базові характеристики автомобіля залишились без змін, його зовнішність була все ж оновлена. Модель Teana 2016 отримала такі нові деталі, як: осучаснене освітлення, тонколистий метал капоту, крила та активні решітки радіатора. Інтер’єру теж є чим похвалитись. Найбільш помітною є інтегрована система Nissan Connect, за допомогою якої можна синхронізувати свій смартфон з автомобілем та без проблем використовувати його. 

### Двигуни
- 1.6 л MR16DDT I4
- 2.0 л MR20DE I4 136-150 к.с.
- 2.5 л QR25DE I4 (2.5 / 2.5 S / 2.5 SV / 2.5 SL) 173-185 к.с.
- 3.5 л VQ35DE V6 (3.5 S / 3.5 SV / 3.5 SL) 245-273 к.с.
- 2.0 л M9R DCi Diesel I4